# Damian Läge
Damian Läge (* 29. Juni 1961 in Osnabrück) ist ein deutscher Psychologe, Philosoph und Philatelist. Er arbeitet in dem von ihm gegründeten Start-up-Unternehmen.

## Ausbildung und Beruf
Nach dem Abitur am Gymnasium Carolinum in Osnabrück studierte Läge ab 1981 Philosophie an der Hochschule für Philosophie München und ab 1982 Psychologie an der München. Das Philosophiestudium schloss er 1986 als Magister artium das Psychologiestudium 1989 mit dem Diplom ab. Die Hanns-Seidel-Stiftung förderte Läges Ausbildung durch ein Stipendium.
Im Jahr 1993 promovierte Läge bei Wolfgang Marx mit einer Arbeit zur Wiedergabe subjektiver politikbezogener Wahrnehmung zum Dr. phil. Mit Wolfgang Marx wechselte er 1994 als Oberassistent an die Universität Zürich; dort habilitierte er sich 2001 mit der Schrift "Ähnlichkeitsbasierte Diagnostik von Sachwissen" im Fach Psychologie.
Es folgte eine sechseinhalbjährige Tätigkeit als Assistenzprofessor an der Universität Zürich als Leiter einer Forschergruppe für Angewandte Kognitionspsychologie. Ab 2009 arbeitete Läge dort als Titularprofessor.
Damian Läge gründete 2015 das Start-up-Unternehmen Klenico zur Online-Diagnose psychischer Störungen. 2016 verließ er mit seinem Team die Universität Zürich, um sich hauptberuflich seinem Unternehmen zu widmen. Zudem unterrichtet er Kognitionspsychologie an der Universität Bern und an Fachhochschulen. Darüber hinaus gehört er zum wissenschaftlichen Beirat der Gruppe Nymphenburg Consult AG.

## Forschungsinteressen
- Messverfahren für die Wirtschaftspsychologie, insbesondere Ipsative Messverfahren
- Wissensdiagnostik und ihre Anwendung für E-Learning-Programme
- Anlegung Kognitiver Karten stammend aus und zum Einsatz in allen Bereichen der Angewandten Psychologie
- Weiterentwicklung von Verfahren der Multidimensionalen Skalierung[1]

## Philatelistische Aktivitäten
Damian Läge ist ambitionierter, international anerkannter Philatelist mit Schwerpunkt auf thematischer Philatelie und Spezialgebiet Schweizer Briefmarken. Seit 1990 ist er vom Bund Deutscher Philatelisten, BDPh, bestellter Preisrichter bei Briefmarkenausstellungen, zunächst im Landesverband Bayern, seit 1995 auch Preisrichter bei Ausstellungen auf nationaler Ebene, seit 1997 Preisrichter für thematische Philatelie beim Weltverband Fédération Internationale de Philatélie, FIP. Unter anderem war er Teil der Jury für die World Stamp Show in New York 2016. Im November 2024 wird er bei der European Championship of Thematic Philately (ECPT, Europäische Meisterschaften der Thematischen Philatelie) wieder Juror sein.
Läge war massgeblich an der Planung und Durchführung von Ausstellungen und Wettbewerben beteiligt, etwa der deutschen Meisterschaft für thematische Philatelie oder der Europameisterschaft  für thematische Philatelie ECTP Darüber hinaus fördert Läge die Philatelie durch Fachveröffentlichungen und Seminare.
Damian Läges Motivsammlungen zum Thema Vogelwelt erzielten grosse Erfolge auf internationalen Ausstellungen. Mit seiner Sammlung "Fascinated in Feathers – how birds inspire people" erzielte er 2002 in Vaduz nationales Grossgold,  bevor er 2015 mit ihr bei der Europameisterschaft für thematische Philatelie ECTP den Grand Prix gewann und mit 98 Punkten Europameister wurde. Mit seiner Sammlung "Australasian Birdlife" gewann er Auszeichnungen, die bis dahin kein thematisches Exponat erreicht hatte: Auf der internationalen Ausstellung 1999 in China wurde sie mit 97 Punkten bedacht; auf der Belgica 2001 wurde sie Kandidat für den Grand Prix International der Fédération Internationale de Philatélie, FIP; in Washington, D.C. 2006 und Bukarest 2016 erreichte sie die Nominierung für den Grand Prix d'Honneur der FIP. Auf der HUNFILEX 2022 World Stamp Championship Exhibition in Budapest wurde Damian Läge mit "Australasian Birdlife" Weltmeister.
Zur besonderen Ehre war Damian Läge unter den fünf 2023 zur Unterzeichnung der Roll of Distinguished Philatelists bestimmten Philatelisten.

## Schriften (Auswahl)
Psychologische Fachliteratur:
- Zur Dimensionalität der subjektiven Struktur politischer Landschaften. Ludwig-Maximilians-Universität München 1993 (Dissertation).
- Der ideologische Ring. Hogrefe, Göttingen 1995, ISBN 3-8017-0622-2 (mit Wolfgang Marx).
- Ähnlichkeitsbasierte Diagnostik von Sachwissen. Universität Zürich 2001 (Habilitationsschrift).
- Berufliche Übergänge. Grundlagen für die Berufs-, Studien- und Laufbahnberatung, Lit, Berlin 2008, ISBN 978-3-8258-0536-4 (mit Andreas Hirschi)

Philatelistischer Leitfaden:
- Thematische Ausarbeitung – die individuelle Gestaltung einer Motivsammlung Verlag für Philatelistische Literatur, Lörrach 1996, ISBN 978-3-9804377-1-4 (=Colloquium thematicum : Kommentare und Konzepte zur thematischen Philatelie, Band  2; 2. Auflage 2013).